# Uzlazni čvor
Uzlazni čvor je točka u kojima staza nebeskog tijela presijeca ravninu ekliptike. Označavamo ga slovom L. 